# ボロース
ボロース市(Borås stad [bʊˈroːs] ( 音声ファイル))はスウェーデンのヴェストラ・イェータランド県にある都市。地方区分としてはヴェステルイェートランド(Västergötland)地方に属する。

## 歴史
16世紀には既に現在のボロースの周辺では農業が行われていたが、生計を立てるために各種の手工業製品を製造し、それを売り歩く行商が行われていた。しかし、ボロース出身の行商人たちは自分たちの商業地域を保護しようとする各地の商人たちによって、数々の暴行を受ける事になる。また、当時の法律では町の境を超えての物品の売買は禁止されており、スウェーデン国内であっても境を超えての商品の持ち込み・持ち出しには関税がかけられていた。これに業を煮やしたボロースの行商人（＝農民）たちは、時の国王グスタフ2世アドルフに問題の解決を嘆願した。国王が都市の建設を条件にこれを許可したので、住人たちの手により現在のボロース市の基礎が築かれ、1621年に「市(stad)」を名乗る勅許を得る。現在でも、他の市であれば「～kommun」と名乗るところを、ボロース市は「Borås stad」という歴史的名称を使い続けている。これを記念してグスタフ2世アドルフの胸像が市内の大広場に建てられている。ボロース出身の行商人が他の都市で行商をする権利は次第に発展を遂げ、ボロース市は商業都市としての側面も持ち合わせるようになった。
手工業製品としては木工品や金属加工品もつくられていたが、織物製品が手工業製品の割合の多くを占めた。19世紀から20世紀にかけての織物・繊維産業の発展はボロース市の人口の増加、都市としての発展を促す事になる。19世紀初頭においての織物・繊維産業は、豪農が市内の女性に刈り取った羊毛を渡し、撚りあがった糸もしくは織りあがった生地として受け取り、それを商品として転売するという形態であった。このような産業形態を通じて1834年、スヴェン・エリクソン（通信機器メーカーエリクソンの設立者とは別人）によってスウェーデン初の機械式織機が発明され、1858年にボロース初の織物工場が起業された。スヴェン・エリクソンの名前は現在、ボロース駅前に立地する高校の名称となって残っている。20世紀初頭には市内の労働者の三分の二が繊維関連産業に従事していた。しかし1960年代以降、東南アジアに繊維産業の生産拠点が移転するに従い、ボロースにおける繊維産業は衰退していった。生産拠点は移転したものの、本社機能や販売部門はボロース市内に残り、商業都市としての地位を維持したまま現在に至っている。
ボロースは4回（1681年、1727年、1822年、1827年）の大火に見舞われたため、それ以前の古い木造建築は市内にほとんど残っていない。唯一カロリー教会(Caroli kyrka)のみは、石造りであった事も幸いして、4回の災厄を全て逃れ、現在も福音ルーテル派の教会として利用されている。

## 産業
スウェーデン有数の織物産業の町として1960年代まで名を馳せ、今でもその名残を留める。歴史的経緯から行商人の町としても有名で、特に小売業が盛んである。スウェーデンにおける通信販売（カタログショッピング）の先駆けエッロス(Ellos)はボロースで起業された。鉄道を利用した材木輸送の中継地点でもあり、ボロース中央駅はスモーランド地方で伐採された材木を西海岸にある各港に搬入する際の仕分けを行う操車場の役目も果たしている。

## 交通
ボロースはヨーテボリのベッドタウン的側面もあるので、ヨーテボリまでの交通の便はよい。ヴェストラ・イェータランド県の公共交通機関を担当しているヴェストトラフィーク(Västtrafik)がボロース・ヨーテボリ間を30分～1時間毎にバスか電車を運行している。また、高速バス会社のスウェブスがボロースを経由してヨーテボリ・ストックホルム間の高速バスを運転している。ボロース・ヨンショーピングもスウェブスによってバス便が運行されている。
市内のバスはボロース交通局(Borås lokaltrafik)によって実際には運営されているが、ヴェストトラフィークがヴェストラ・イェータランド県と県内各市の持ち株会社であるため、県内他市とほぼ同じ塗装の車両が使われている。
国道27号線、40号線が市内を通っており、同じく国道の41号線、42号線はボロースが起・終点となっている。

## スポーツ
- IFエルフスボリ（サッカー）　　2006年度スウェーデン・チャンピオン

## ボロース出身の人物
- イングヴァール・カールソン - 政治家
- カロリーナ・クリュフト（英語版） - 陸上競技選手
- ヘニング・マンケル - 作家
- エレーナ・パパリズー - 歌手
- シャーリー・クランプ - 歌手
- ヨナス・イェレブコ - プロバスケットボール選手、スウェーデン代表。

## 市内の情景

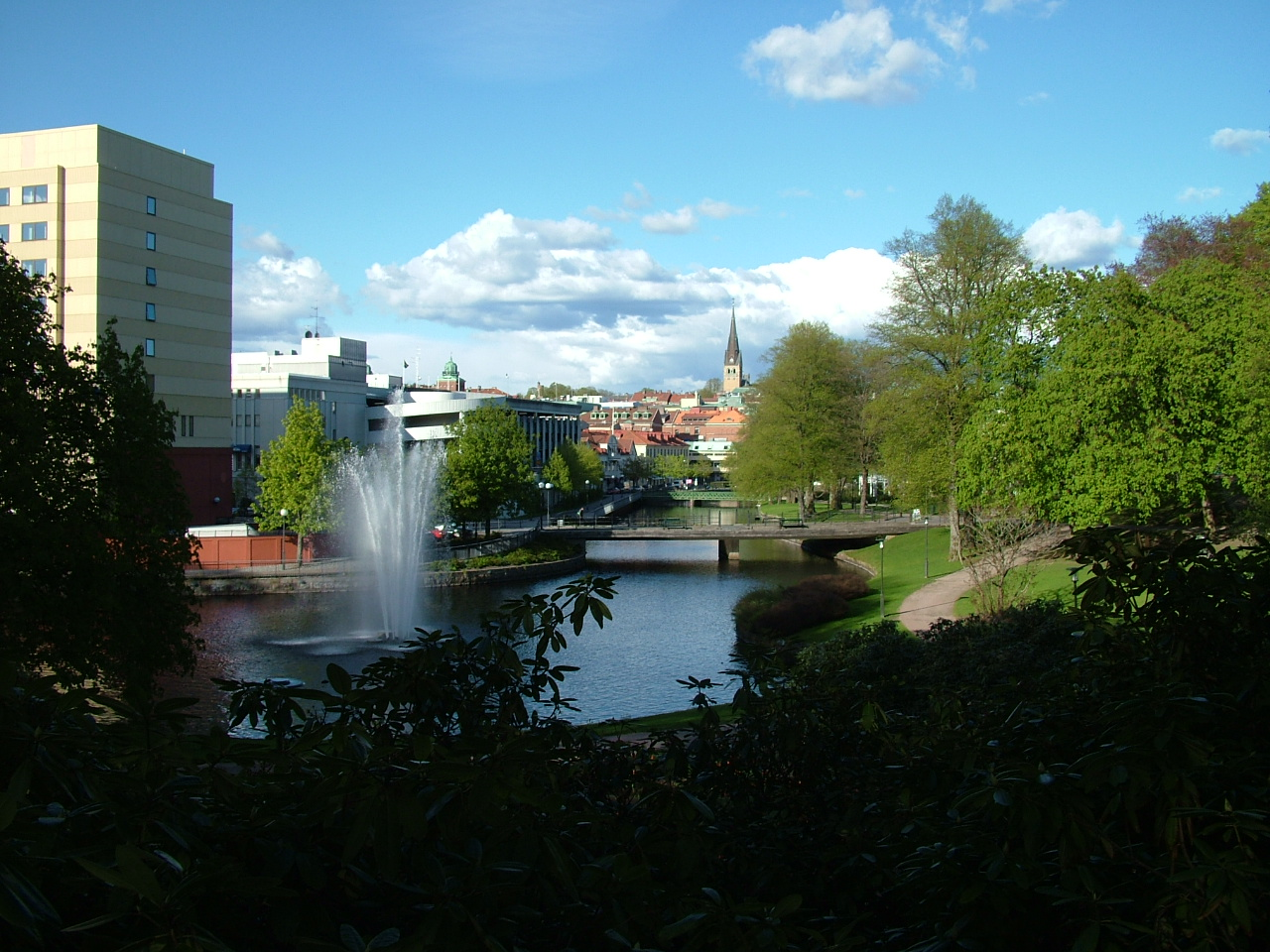
市立公園から 中心部を望む
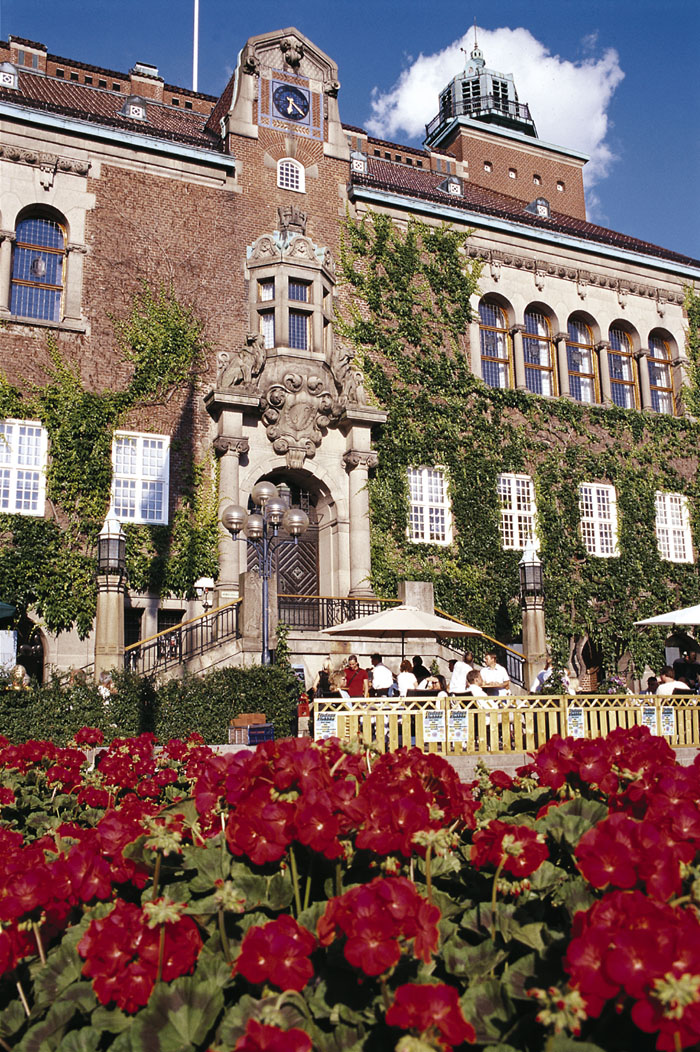
ボロース地方裁判所
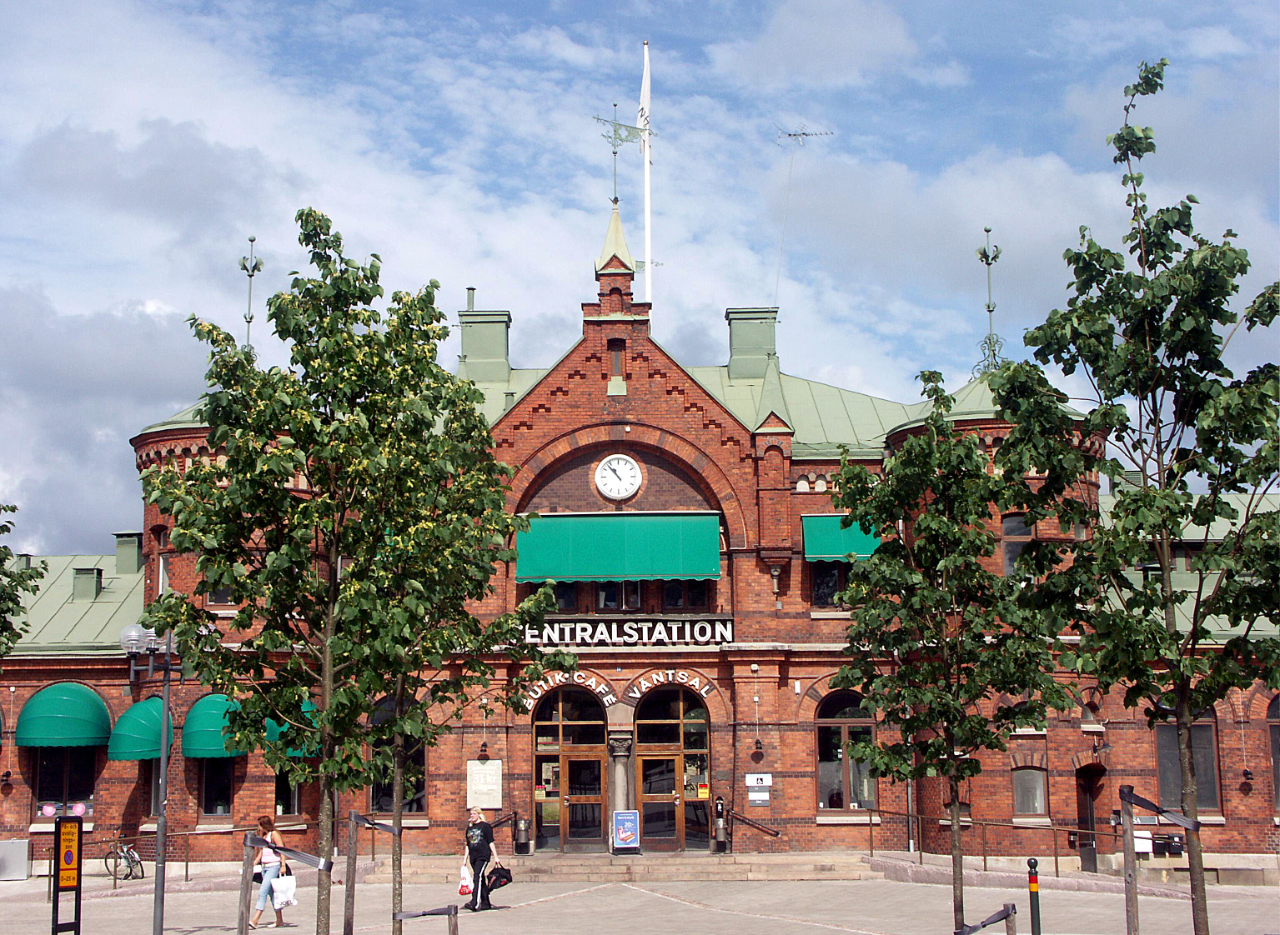
ボロース中央駅

## 姉妹都市
- ミッケリ, Finland
- モルデ, Norway
- ヴァイレ, Denmark